# فيليبي ديلغادو
فيليبي ديلغادو هو سباح إكوادوري، ولد في 14 يوليو 1973 في ميسيون فيجو في الولايات المتحدة.

## وصلات خارجية
- فيليبي ديلغادو على موقع الاتحاد الدولي للسباحة (الإنجليزية)
- فيليبي ديلغادو على موقع SwimRankings.net (الإنجليزية)
- فيليبي ديلغادو على موقع اللجنة الأولمبية الدولية (الإنجليزية)
- فيليبي ديلغادو على موقع أوليمبيديا (الإنجليزية)